# Abbeville-Saint-Lucien
Abbeville-Saint-Lucien je francouzská obec, která se nachází v departementu Oise, v regionu Hauts-de-France. V obci žije přes 500 obyvatel. Hustota zalidnění je téměř 100 obyv./km². Obec je 12 km vzdálená od města Beauvais.
Obec má rozlohu 5,26 km². Nejvýše položený bod je 156 m n. m. a nejníže 130 m n. m.

## Vývoj počtu obyvatel
| 1962 | 1968 | 1975 | 1982 | 1990 | 1999 | 2006 | 2011 |
| ---- | ---- | ---- | ---- | ---- | ---- | ---- | ---- |
| 221  | 232  | 221  | 296  | 329  | 506  | 562  | 523  |